# 28. ceremonia wręczenia nagród Goya
28. ceremonia wręczenia hiszpańskich nagród filmowych Goya za rok 2013, odbyły się 9 lutego 2014 roku w „Centro de Convenciones y Congresos Príncipe Felipe” w Madrycie.
Ceremonię wręczenia nagród po raz pierwszy poprowadził hiszpański prezenter radiowo-telewizyjny Manel Fuentes.
Nominacje do konkursu zostały ogłoszone 7 stycznia 2014 roku.

## Laureaci i nominowani
Laureaci nagród zostali wyróżnieni wytłuszczeniem

### Najlepszy film
- David Trueba − Łatwiej jest nie patrzeć
  - Gracia Querejeta − 15 lat i 1 dzień
  - Manuel Martín Cuenca − Kanibal
  - Daniel Sánchez Arévalo − Wielka hiszpańska rodzina
  - Fernando Franco − Tylko ja

### Najlepsza reżyser
- David Trueba – Łatwiej jest nie patrzeć
  - Gracia Querejeta – 15 lat i 1 dzień
  - Manuel Martín Cuenca – Kanibal
  - Daniel Sánchez Arévalo – Wielka hiszpańska rodzina

### Najlepszy debiut reżyserski
- Fernando Franco – Tylko ja
  - Neus Ballús – La plaga
  - Jorge Dorado – Anna
  - Rodrigo Sorogoyen – Sztokholm

### Najlepszy scenariusz oryginalny
- David Trueba – Łatwiej jest nie patrzeć
  - Pablo Alén i Breixo Corral – O trzy wesela za dużo
  - Daniel Sánchez Arévalo – Wielka hiszpańska rodzina
  - Enric Rufas i Fernando Franco – Tylko ja

### Najlepszy scenariusz adaptowany
- Alejandro Hernández i Mariano Barroso – Jego wszystkie kobiety
  - Santiago A. Zannou i Carlos Bardem – Zakochany Skorpion
  - Manuel Martín Cuenca i Alejandro Hernández – Kanibal
  - Jorge A. Lara i Francisco Roncal – Gang szklanych kulek

### Najlepszy aktor
- Javier Cámara – Łatwiej jest nie patrzeć
  - Tito Valverde – 15 lat i 1 dzień
  - Antonio de la Torre – Kanibal
  - Eduard Fernández – Jego wszystkie kobiety

### Najlepszy aktor drugoplanowy
- Roberto Álamo – Wielka hiszpańska rodzina
  - Carlos Bardem – Zakochany Skorpion
  - Juan Diego Botto – Ismael
  - Antonio de la Torre – Wielka hiszpańska rodzina

### Najlepszy debiutujący aktor
- Javier Pereira – Sztokholm
  - Berto Romero – O trzy wesela za dużo
  - Hovik Keuchkerian – Zakochany Skorpion
  - Patrick Criado – Wielka hiszpańska rodzina

### Najlepsza aktorka
- Marian Álvarez – Tylko ja
  - Inma Cuesta – O trzy wesela za dużo
  - Aura Garrido – Sztokholm
  - Nora Navas – Przecież wszyscy ją kochamy

### Najlepsza aktorka drugoplanowa
- Terele Pávez – Wiedźmy z Zugarramurdi
  - Susi Sánchez – 10 000 nocy
  - Maribel Verdú – 15 lat i 1 dzień
  - Nathalie Poza – Jego wszystkie kobiety

### Najlepszy debiutująca aktorka
- Natalia de Molina – Łatwiej jest nie patrzeć
  - Belén López – 15 lat i 1 dzień
  - Olimpia Melinte – Kanibal
  - María Morales – Jego wszystkie kobiety

### Najlepszy film europejski
- Miłość, reż. Michael Haneke
  -  Polowanie, reż. Thomas Vinterberg
  -  Wielkie piękno, reż. Paolo Sorrentino
  -  Życie Adeli, reż. Abdellatif Kechiche

### Najlepszy zagraniczny film hiszpańskojęzyczny
- Odzyskać i stracić, reż. Miguel Ferrari
  -  Anioł śmierci, reż. Lucía Puenzo
  -  Gloria, reż. Sebastián Lelio
  -  Złota klatka, reż. Diego Quemada–Díez

### Najlepsza muzyka
- Pat Metheny – Łatwiej jest nie patrzeć
  - Emilio Aragón – A Night in Old Mexico
  - Óscar Navarro – La mula
  - Joan Valent – Wiedźmy z Zugarramurdi

### Najlepsza piosenka
- Do You Really Want To Be In Love? z filmu Wielka hiszpańska rodzina – Josh Rouse
  - Rap 15 años y un día z filmu 15 lat i 1 dzień – Arón Piper, Pablo Salinas i Cecilia Fernández Blanco
  - Aquí Sigo z filmu A Night in Old Mexico – Emilio Aragón i Julieta Venegas
  - De cerca del mar z filmu Alegrías de Cádiz – Fernando Arduán

### Najlepsze zdjęcia
- Pau Esteve Birba – Kanibal
  - Juan Carlos Gómez – 15 lat i 1 dzień
  - Kiko de la Rica – Wiedźmy z Zugarramurdi
  - Cristina Trenas, Juan Pinzás i Tote Trenas – New York Shadows

### Najlepszy montaż
- Pablo Blanco – Wiedźmy z Zugarramurdi
  - Alberto de Toro – O trzy wesela za dużo
  - Nacho Ruiz Capillas – Wielka hiszpańska rodzina
  - David Pinillos – Tylko ja

### Najlepsza scenografia
- Arturo García i José Luis Arrizabalaga – Wiedźmy z Zugarramurdi
  - Llorenç Miquel – Zakochany Skorpion
  - Isabel Viñuales – Kanibal
  - Juan Pedro de Gaspar – Gang szklanych kulek

### Najlepsze kostiumy
- Francisco Delgado López – Wiedźmy z Zugarramurdi
  - Cristina Rodríguez – O trzy wesela za dużo
  - Tatiana Hernández – Przelotni kochankowie
  - Lala Huete – Łatwiej jest nie patrzeć

### Najlepsza charakteryzacja lub fryzura
- María Dolores Gómez Castro, Javier Hernández Valentín, Pedro Rodríguez i Francisco J. Rodríguez Frías – Wiedźmy z Zugarramurdi
  - Eli Adánez i Sergio Pérez – O trzy wesela za dużo
  - Ana López–Puigcerver i Belén López–Puigcerver – Wirtuoz
  - Lola López i Itziar Arrieta – Wielka hiszpańska rodzina

### Najlepszy dźwięk
- Charly Schmukler i Nicolás de Poulpiquet – Wiedźmy z Zugarramurdi
  - Eva Valiño, Nacho Royo–Villanova i Pelayo Gutiérrez – Kanibal
  - Carlos Faruolo, Jaime Fernández i Carlos Faruolo – Wielka hiszpańska rodzina
  - Aitor Berenguer Abasolo, Jaime Fernández i Nacho Arenas – Tylko ja

### Najlepszy kierownik produkcji
- Carlos Bernases – Wiedźmy z Zugarramurdi
  - Marta Sánchez de Miguel – O trzy wesela za dużo
  - Josep Amorós – To już ostatnie dni
  - Koldo Zuazua – Gang szklanych kulek

### Najlepsze efekty specjalne
- Juan Ramón Molina i Ferrán Piquer – Wiedźmy z Zugarramurdi
  - Juan Ramón Molina i Juan Ventura Pecellín – Wielka hiszpańska rodzina
  - Lluís Rivera Jove i Juanma Nogales – To już ostatnie dni
  - Endre Korda i Félix Bergés – Gang szklanych kulek

### Najlepszy film animowany
- Juan José Campanella − Piłkarzyki rozrabiają
  - Maite Ruiz de Austri − Lucius Dumben berebiziko bidaia
  - Saúl Barreto Ramos i Manuel González Mauricio − Hiroku: Defensores de Gaia
  - Manuel Sicilia Morales − Rysiek Lwie Serce

### Najlepszy krótkometrażowy film animowany
- Pedro Solís García − Sznurki
  - Abraham López Guerrero − Blue & Malone, detectives imaginarios
  - Julio Vanzeler i Luis da Matta− O xigante
  - Adriana Navarro Álvarez − Vía Tango

### Najlepszy film dokumentalny
- Pilar Pérez Solano − Las maestras de la República
  - Diego Galán − Con la pata quebrada
  - Joaquín Gutiérrez Acha − Guadalquivir
  - Marcel Barrena − Malutki świat

### Najlepszy krótkometrażowy film dokumentalny
- Raúl de la Fuente − Minerita
  - Luis Felipe Torrente Sánchez–Guisande i Daniel Suberviola Garrigosa − El hombre que estaba allí
  - Iosu López Cía i Manuel Fernández Rodríguez − La alfombra roja
  - Pedro González Kuhn − La gran desilusión

### Najlepszy krótkometrażowy film fabularny
- Gaizka Urresti − Abstenerse agencias
  - Arantxa Echevarría Carcedo − De noche y de pronto
  - Eduardo Cardoso − El paraguas de colores
  - Álex Montoya Meliá − Lucas
  - Manuela Moreno − Pipas

### Goya Honorowa
- Jaime de Armiñán (reżyser i scenarzysta)

## Podsumowanie ilości nominacji
(Ograniczenie do dwóch nominacji)
11 : Wielka hiszpańska rodzina
10 : Wiedźmy z Zugarramurdi
8 : Kanibal
7 : Łatwiej jest nie patrzeć, 15 lat i 1 dzień, O trzy wesela za dużo
6 : Tylko ja
4 : Jego wszystkie kobiety, Zakochany Skorpion, Gang szklanych kulek
3 : Sztokholm
2 : A Night in Old Mexico, To już ostatnie dni

## Podsumowanie ilości nagród
(Ograniczenie do dwóch nagród)
8 : Wiedźmy z Zugarramurdi
6 : Łatwiej jest nie patrzeć
2 : Tylko ja, Wielka hiszpańska rodzina